# Au carrefour du siècle
Pour plus de détails, voir Fiche technique et Distribution.
Au carrefour du siècle (The Beginning or the End) est un film américain réalisé par Norman Taurog, sorti en 1947.

## Synopsis
L'histoire du Projet Manhattan de son début au désert de Los Alamos jusqu'aux bombardements atomiques d'Hiroshima et Nagasaki.

## Fiche technique
- Titre : Au carrefour du siècle
- Titre original : The Beginning or the End
- Réalisation : Norman Taurog
- Scénario : Frank Wead d'après l'histoire de Robert Considine
- Production : Samuel Marx
- Distribution : Metro-Goldwyn-Mayer
- Musique : Daniele Amfitheatrof
- Montage : George Boemler
- Lieux de tournage : Los Alamos, New Mexico, États-Unis
- Pays de production :  États-Unis
- Langue originale : anglais
- Format : noir et blanc – 35 mm – 1,37:1 – mono (Western Electric Sound System)
- Genre : biographie, drame
- Durée : 112 minutes
- Dates de sortie :
  - États-Unis : 19 février 1947
  - France : 15 décembre 1948

## Distribution
- Brian Donlevy : Leslie Richard Groves
- Robert Walker : Jeff Nixon
- Tom Drake : Matt Cochran
- Beverly Tyler : Anne Cochran
- Audrey Totter : Jean O'Leary
- Hume Cronyn : Robert Oppenheimer
- Hurd Hatfield : John Wyatt
- Joseph Calleia : Dr Enrico Fermi
- Godfrey Tearle : Franklin D. Roosevelt
- Victor Francen : Dr Marre
- Richard Haydn : Chisholm
- Jonathan Hale : Vannevar Bush
- John Litel : K.T. Keller (en)
- Henry O'Neill : général Thomas F. Farrell Thomas F. Farrell (en)
- Warner Anderson : William Sterling Parsons
- Edward Earle : Charles G. Ross (en)
- John Hamilton : Dr Harold C. Urey
- Robert Emmett Keane : Dr Rand

Acteurs non crédités
- Martin Kosleck : Dr O. E. Frisch
- Chris-Pin Martin : un mexicain
- James Nolan : un garde du corps de Roosevelt
- Emmett Vogan : un médecin militaire